# Paolo Malatesta
Paolo Malatesta (n. 1246, Verucchio, Emilia-Romagna, Italia – d. 1285, Gradara, Marchia Anconitana, Statele Papale) a fost al treilea fiu al lui Malatesta da Verucchio, conducător al orașului italian Rimini.
Este cunoscut în special pentru dragostea adulterină pe care a avut-o față de cumnata lui, Francesca da Rimini.

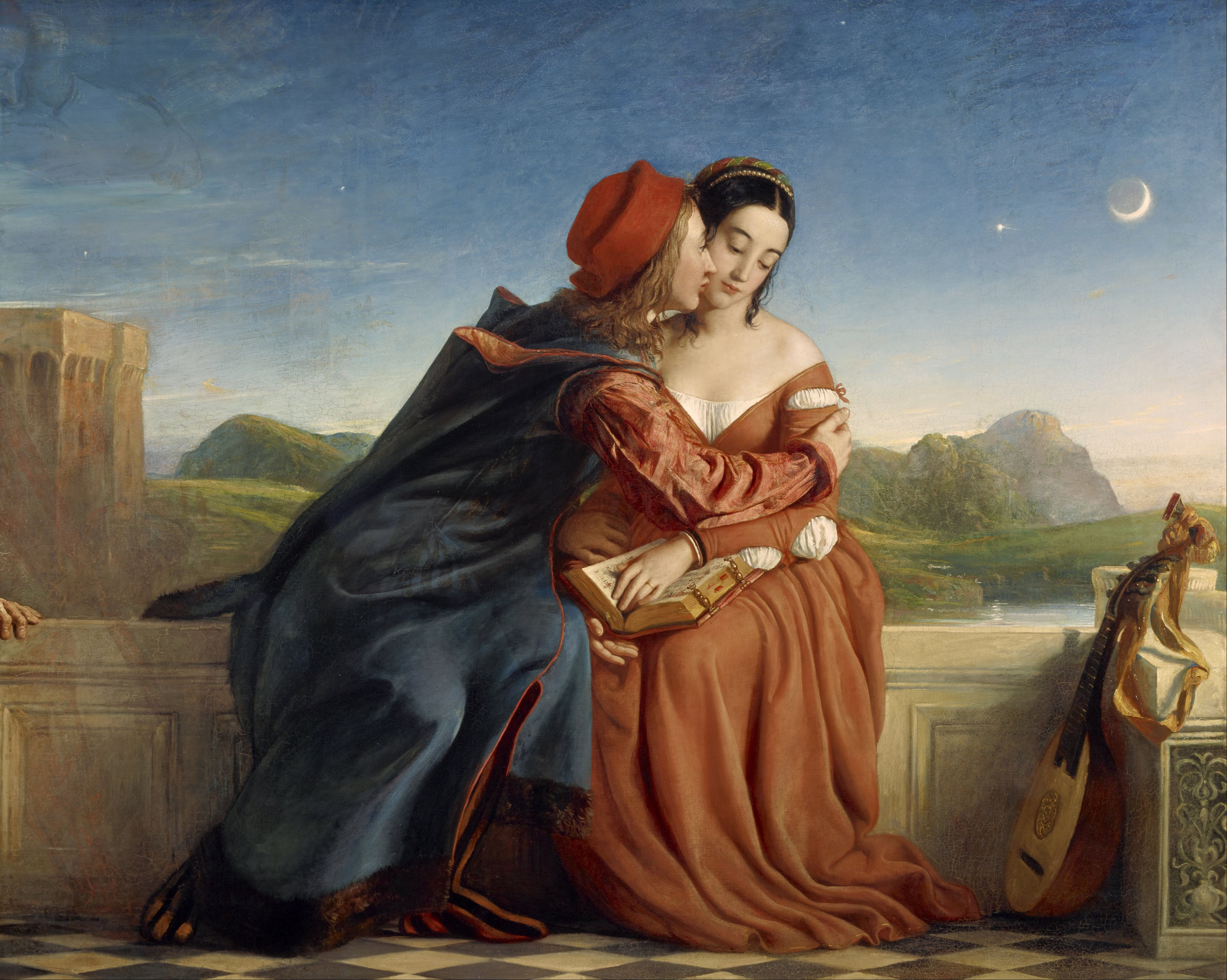
Francesca da Rimini (1837), pictură de William Dyce

Francesca era căsătorită cu Giovanni (Gianciotto) Malatesta, o persoană detestabilă și care era fratele lui Paolo.
Paolo și Francesca citesc împreună o carte despre un alt cuplu celebru, Lancelot și Guinevere și astfel se înfiripă dragostea între ei.
Surprinși de Govanni, acesta îi ucide.
Dragostea lor tragică apare și în "Divina Comedie" a lui Dante Alighieri.
1. ↑  Paolo Malatesta, MAK